# US Open 2019 - Quad doppio
Andrew Lapthorne e David Wagner erano i detentori del titolo, ma hanno deciso di non partecipare insieme.
Andrew Lapthorne si è confermato campione insieme a Dylan Alcott battendo in finale Bryan Barten e David Wagner con il punteggio di 6(5)–7, 6–1, [10–6].

## Teste di serie
1. Dylan Alcott /  Andrew Lapthorne (campioni)

1. Bryan Barten /  David Wagner (finale)

## Tabellone

### Legenda
| - Q = Qualificato - WC = Wild card - LL = Lucky loser | - ALT = Alternate - SE = Special Exempt - PR = Protected Ranking | - w/o = Walkover - r = Ritirato - d = Squalificato |

### Finale
|  | Finale |                               |    |   |      |  |
|  |        |                               |    |   |      |  |
|  | 1      | Dylan Alcott Andrew Lapthorne | 65 | 6 | [10] |  |
|  | 2      | Bryan Barten David Wagner     | 7  | 1 | [6]  |  |